# Фарн (острова)
Фарн (Фарне, англ. Farne Islands) — архипелаг у берегов Нортумберленда.
Это — небольшая группа островов площадью 0,967 км², расположенных всего в 2,5-7 км от побережья графства Нортумберленд. Количество островов, в с зависимости от состояния прилива и отлива, колеблется от 15 до свыше 20. Архипелаг можно разделить на внутреннюю и внешнюю группы по обе стороны сравнительно широкого пролива Степл. Берега скалисты и обрывисты, но высшая точка островов расположена на высоте около 19 м над уровнем моря.
В настоящее время острова необитаемы. Но на архипелаге имеются остатки человеческой деятельности. Известно, что некоторое время на островах проживал Святой Кутберт Линдисфарнский, а после и его ученик — Этильвальд.
На острове имеются маяки, Лонгстонский и Фарнский, построенные в начале XIX века. Они находятся под опекой Trinity House.
Острова — туристический аттракцион. На некоторые острова доступ туристам запрещён или требуется особое разрешение. На других посетители могут наблюдать колонии атлантических морских птиц, которые массово гнездуются недалеко от человеческих поселений: обыкновенная гага, моевка, длинноклювая кайра, тупики и другие. Среди некоторых видов пернатых учёные даже проводят переписи. Например, раз в 5 лет британский Национальный фонд подсчитывает количество тупиков на островах Фарн.
Также острова Фарн известны несколькими громкими крушениями кораблей.